# Irven Ávila
Irven Beybe Ávila Acero (ur. 2 lipca 1990 w Huánuco) – peruwiański piłkarz występujący na pozycji napastnika, obecnie zawodnik FBC Melgar.

## Kariera klubowa
Ávila jest wychowankiem akademii juniorskiej klubu Universitario de Deportes z siedzibą w stołecznym mieście Lima. W peruwiańskiej Primera División zadebiutował jako siedemnastolatek, 20 lutego 2008 w wygranym 1:0 spotkaniu z José Gálvez. Nie potrafił sobie jednak wywalczyć miejsca w pierwszym składzie Universitario i w 2009 roku odszedł do mniej utytułowanego zespołu Sport Huancayo. Tam szybko został graczem podstawowej jedenastki i jednym z najskuteczniejszych piłkarzy w lidze peruwiańskiej. W 2010 roku wziął udział w pierwszym międzynarodowym turnieju w karierze – Copa Sudamericana, gdzie odpadł już w 1/16 finału. Największy sukces ze Sportem, trzecie miejsce w lidze, odniósł w sezonie 2011.
W styczniu 2012 Ávila został zawodnikiem stołecznej drużyny Club Sporting Cristal.

## Kariera reprezentacyjna
W 2007 roku Ávila znalazł się w składzie reprezentacji Peru U-17 na Młodzieżowe Mistrzostwa Świata w Korei, gdzie rozegrał wszystkie pięć meczów, z czego cztery w wyjściowym składzie, nie strzelając gola. Jego kadra odpadła ostatecznie w ćwierćfinale. Później występował jeszcze w reprezentacji Peru U-20. W seniorskiej reprezentacji Peru zadebiutował za kadencji selekcjonera José del Solara – 5 września 2009 w wygranym 1:0 pojedynku z Urugwajem w ramach eliminacji do Mistrzostw Świata 2010, jednak jego drużyna nie zdołała się ostatecznie na nie zakwalifikować.